# Hillblock

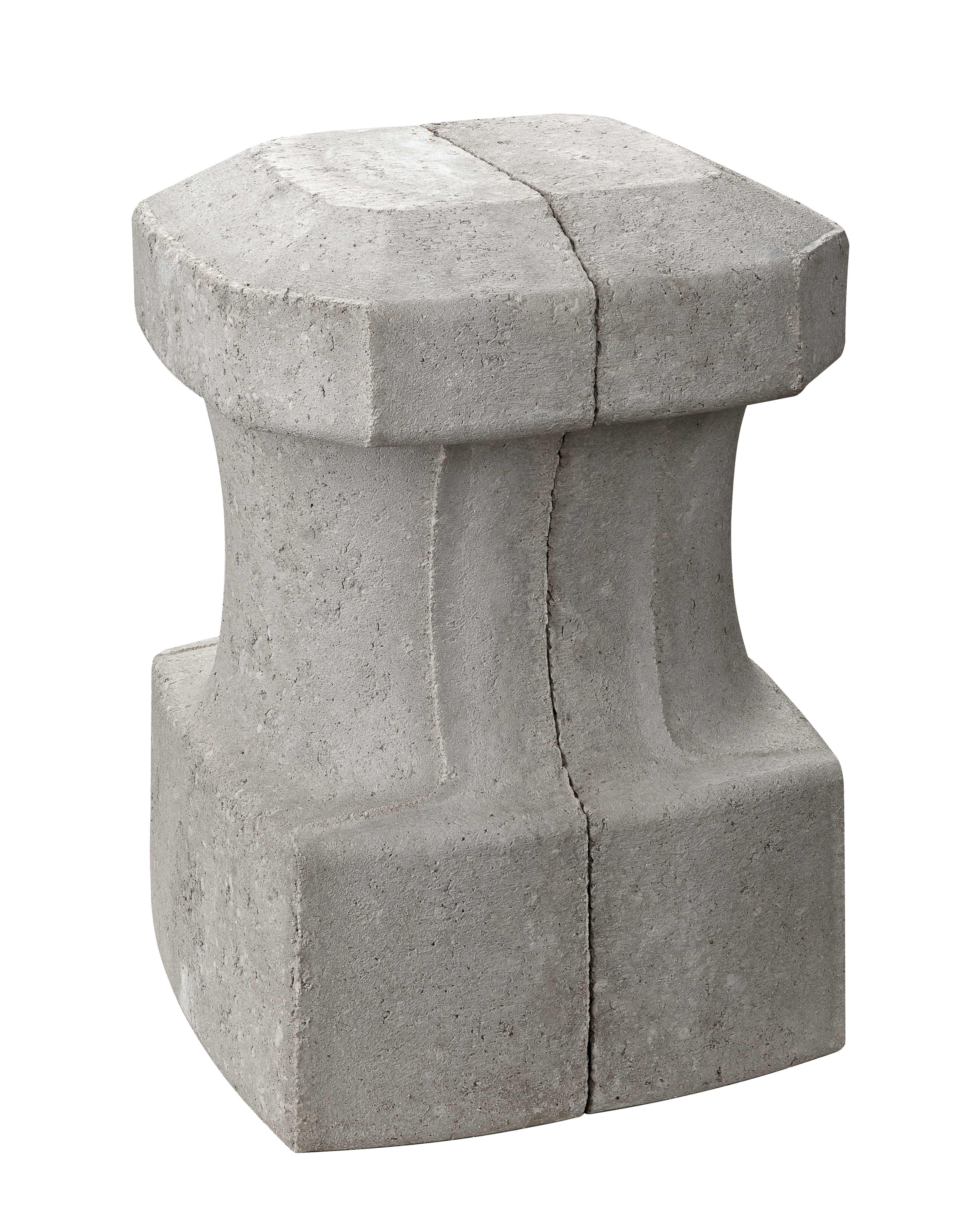
Zo ziet het Hillblock eruit. Kenmerkend is zijn paddenstoelvormig uiterlijk.

Het Hillblock is een innovatieve betonnen zetsteen voor de bekleding van dijken, kribben en oevers. Het Hillblock kenmerkt zich door een betere golfremming, minder materiaalgebruik en ecologisch toegevoegde waarde. De paddenstoelvorm van het Hillblock is cruciaal voor zijn functioneren. In de holle ruimte tussen de blokken wordt de golfenergie opgenomen met als resultaat dat er minder golfoploop optreedt dan bij de vergelijkbare traditionele dijkblokken. Hierdoor kunnen dijken lager aangelegd worden (en daardoor vaak ook minder breed) waardoor een project goedkoper kan worden. Ook wordt de impact op de omgeving daardoor kleiner. Dit resulteert in financiële besparingen en een verminderde milieubelasting. Doordat een Hillblock ongeveer 30% minder grondstoffen bevat dan concurrerende, massieve blokken kan de ontwerper/aannemer door de lagere milieukostenindiacator (MKI-score) vaak een concurrerend ontwerp presenteren.

## Geschiedenis
In 2006 heeft Hans Hill (1946-2016) het Hillblock uitgevonden, geïnspireerd door het wereldkampioenschap zwemmen in Barcelona. Inge de Bruijn werd toen wereldkampioen, ondanks dat zij last had van haar eigen golfslag. Hill zocht oorspronkelijk naar een methode om golven in een zwembad te absorberen, wat resulteerde in de ontwikkeling van een golfabsorber. 
De afzetmarkt bleek uiteindelijk te klein om het product verder te ontwikkelen. Deze uitvinding bracht hem op het idee om met een paddenstoelvormig blok de golfslag van de zee op te vangen en daarmee de dijken te versterken. Hill meende dat zijn innovatieve blokken met holle ruimtes de golf als het ware zou absorberen.
Hij was niet de eerste die op de gedachte kwam om door holle ruimten in dijkbekledingsblokken de golfoploop te verminderen. In 1990 was dit idee uitgewerkt door Fritz Büsching aan de Hogeschool van Bielefeld. In die tijd zijn op basis van de gedachte van holle ruimte ook grote elementen ontwikkeld, zoals het Haro-blok, de Cob en de Shed. Geen van deze elementen was succesvol; de grote elementen konden niet concurreren met de Accropod, de Cob en Shed waren te breekbaar en het blok van Büsching had het probleem dat fabricage en plaatsing lastig was. Hill was overigens niet op de hoogte van deze blokken. Het Hillblock had wel het grote probleem dat massafabricage in een betonwarenfabriek heel lastig was. Door Martens beton is toen het idee geopperd om het blok in twee identieke helften te maken die los tegen elkaar gezet konden worden. Doordat de hoogte van die helften gelijk was aan de hoogte van het oorspronkelijke blok, bleef de stabiliteit ook hetzelfde. Hierdoor werd het mogelijk om het blok efficiënt te fabriceren en ook om ze machinaal te plaatsen.
De visie van Hans Hill was dat dijken, bekleed met het Hillblock, minder hoog en lichter zouden kunnen zijn, wat aanzienlijke kostenbesparingen voor de oever- en dijkbeheerders zou opleveren. De naam Hillblock komt van de achternaam van uitvinder Hans Hill, wat tevens het Engelse woord is voor "heuvel". De associatie van heuvel met de vorm van duinen of dijken was zodoende snel gelegd. De uitvinder patenteerde zijn product wereldwijd, vooral in landen met delta's en lange kustlijnen.
Om geaccepteerd te worden door Rijkswaterstaat en toegelaten te worden als dijkbekleding, waren uitvoerige testen noodzakelijk. De Deltagootproeven, uitgevoerd door Deltares in 2011, bevestigden dat het Hillblock voldoet aan de stabiliteitseisen, berekend met het rekenprogramma Steentoets. Dit opende de weg voor de eerste projecten. Het eerste proefproject werd in 2012 gerealiseerd in Stavenisse (Zeeland), gevolgd door talrijke andere projecten in Nederland en in Engeland (Stolford, Somerset, in 2019).
In Nederland zocht Hill naar partners om samen zijn Hillblock op de markt te brengen. In 2011 ontstond er een nauwe samenwerking en een partnerschap met Martens beton in Oosterhout.  

### Overname door Martens beton
Na het overlijden van uitvinder Hans Hill zette zijn dochter, Dorian Hill, het bedrijf voort. Om het product meer kans te geven om doorontwikkeld te worden en het Hillblock verder te verduurzamen, besloot Dorian Hill om het intellectueel eigendom van Hillblock te verkopen. Dit resulteerde in september 2023 in de overname van het Hillblock door Martens beton in Oosterhout.

## Het Ecoblock

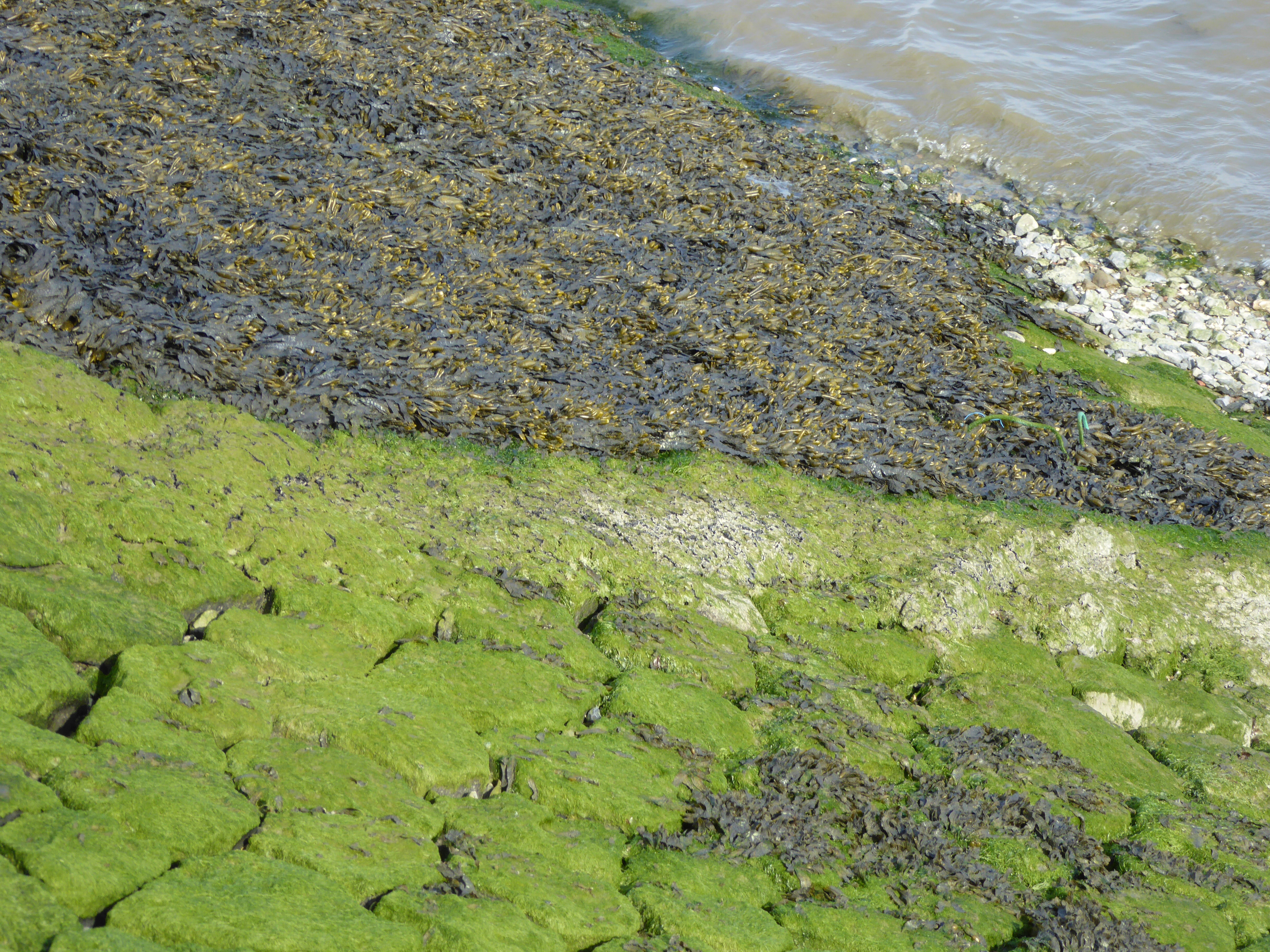
Hier is goed te zien hoe flora en fauna zich ontwikkeld op het Ecoblock.

Martens beton ontwikkelde het Ecoblock als reactie op de vraag van de waterschappen en Rijkswaterstaat naar meer biodiversiteit op traditioneel betonnen dijken. Door de samenstelling van het betonmengsel aan te passen, slaagde Martens beton erin om de hechting van algen, wieren en schelpdieren mogelijk te maken. Het Ecoblock is gemaakt met een ander mengsel dan het Hillblock, maar met grover materiaal om een ruwere textuur te realiseren. In tegenstelling tot traditionele blokken met een deklaag van lavasteentjes, bestaat de gehele oppervlakte van het Ecoblock uit een ruwere textuur, waardoor hechting van flora en fauna over het gehele oppervlak mogelijk is, dus ook in de holle ruimtes tussen de stenen. Onderzoek van Bureau Waardenburg en de Hogeschool zeeland concludeert dat dit de biodiversiteit van een dijk daadwerkelijk ten goede komt, aangezien de aangroei van wieren vergelijkbaar is met andere ecologische alternatieven en de snelle aangroei in het eerste jaar extra opmerkelijk is. Diverse rapporten bevestigen dat het Ecoblock gelijkwaardig is aan betonzuilen met ecotoplaag, waarmee het een duurzame bijdrage levert aan het behoud en bevordering van de biodiversiteit in waterrijke gebieden.

## Functionaliteit

### Golfoploopreductie

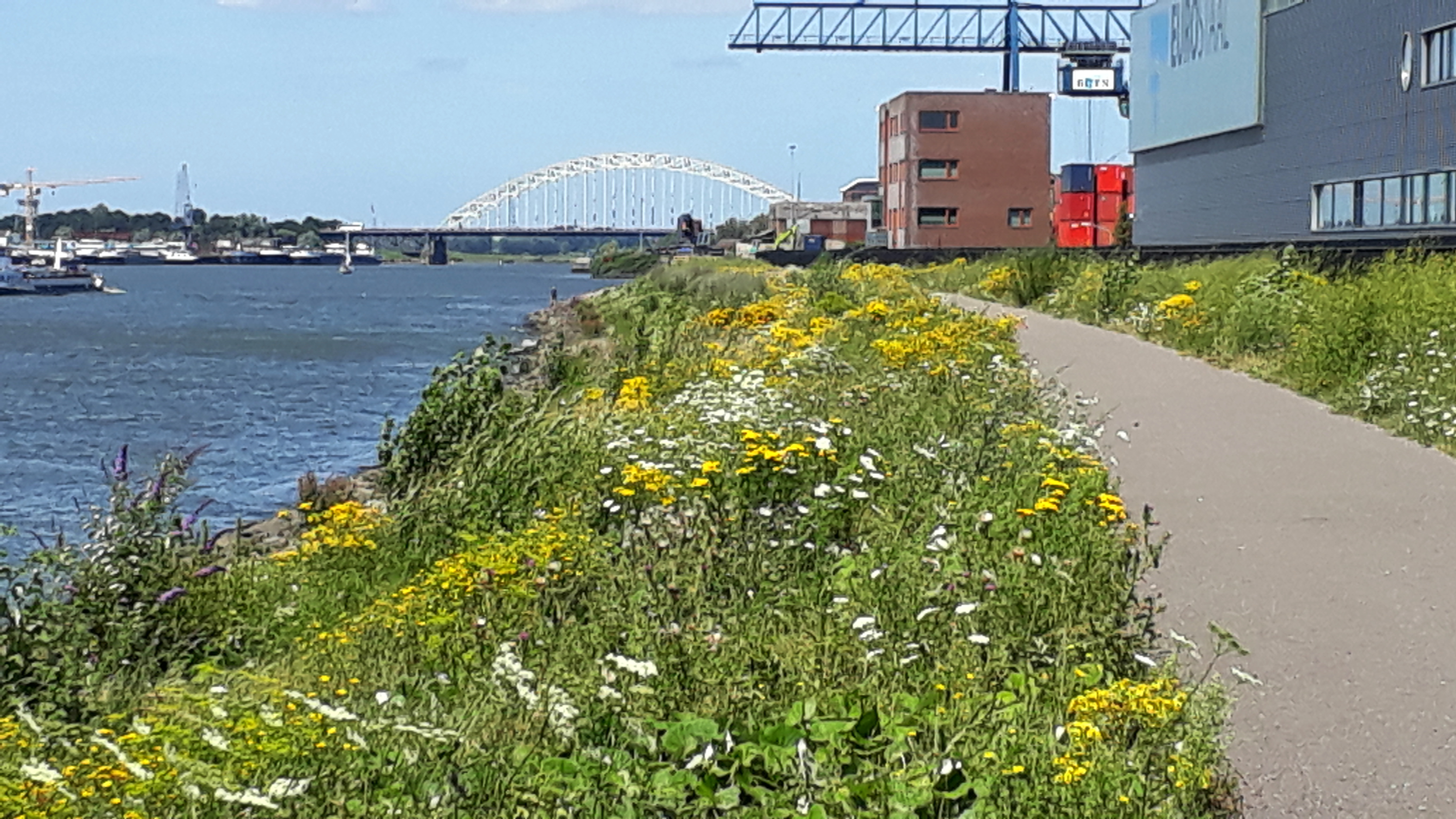
Begroeide Hillblock glooiing bij Alblasserdam in de zomer van 2019 (6 jaar na aanleg)

Het Hillblock onderscheidt zich door een unieke golfoploopreductie, waarbij de taillering van het blok holle ruimtes tussen de blokken creëert die tot 30% van het volume uitmaken. In deze holle ruimtes verliezen golven hun energie wat resulteert in een lagere oploop op de dijk. Dit onderscheidt het Hillblock van andere dijkblokken. De golfremmende werking maakt het mogelijk om dijken te ontwerpen die minder hoog uitgevoerd worden, waardoor de noodzaak tot verbreding en de daarmee gepaard gaande onteigening van grond of sloop, verdwijnt. Hierdoor ontstaat niet alleen een aanzienlijke kostenbesparing, maar wordt ook de milieu-impact verminderd door het verminderde grondverzet op de dijk.

### Biodiversiteit
Er zijn al diverse dijken bekleed met het Hillblock, waarbij vermindering van de golfoploop niet de primaire functie is. Deze dijken lenen zich uitstekend voor een hogere biodiversiteit t.o.v. een ‘kale betonnen dijk’. In Bergen op Zoom zijn diverse dijken met Hillblock bekleed en nadien van een laag zand voorzien. Sommige stukken dijk zijn nadien ingezaaid met gras, op andere plekken kreeg de natuur de vrije hand en daar staat inmiddels wilde vegetatie. In Alblasserdam is de bovenkant van de dijk (waar zelden tot nooit golven komen) op natuurlijke wijze overwoekerd met planten en bloemen. Daar krioelt het van het leven! Onderhoud van elke dijk is belangrijk. Op deze plaatsen waar een grotere biodiversiteit gewenst is of toegelaten wordt, moet goed gelet worden op struiken en kleine boompjes die spontaan gaan groeien tussen de blokken van Hillblock. Niemand wil dat de wortels of stammen van deze struiken en bomen de werking van de dijk aantasten. Eventuele afgestorven vegetatie zorgt voor een goede voedingsbodem voor nieuwe gewassen. De golfremming is ter plaatse (en hoger op de dijk) niet het allerbelangrijkste. Binnen Deltares is men ervan overtuigd dat -als er wel grote golven op die dijk komen- de holle ruimtes rond de waterlijn door de zuigende werking weer open komen, waardoor de stabiliteit behouden blijft. 

### Stabiliteitsfactor

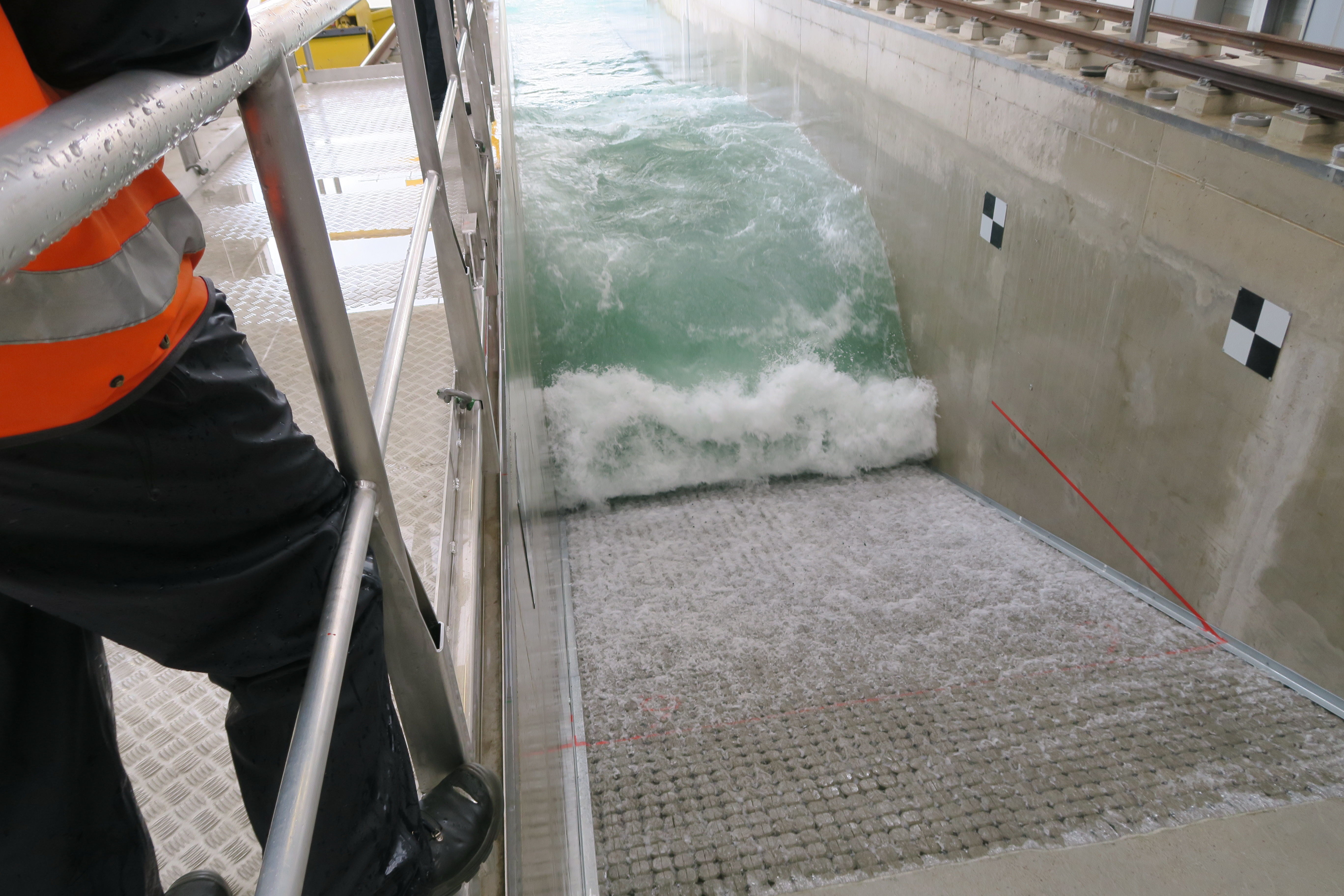
De deltagoottest van het Hillblock in 2016.

Een tweede opvallend kenmerk van het Hillblock is de stabiliteitsfactor. Een hogere stabiliteitsfactor leidt tot besparingen op grondstoffen en kosten. Terwijl een dijk van grond, klei of gras een stabiliteitsfactor van 1,0 heeft volgens Steentoets, heeft de huidige ‘generatie’ van het Hillblock een stabiliteitsfactor van 1,35. Dit betekent dat de hoogte van het Hillblock lager kan zijn dan de theoretisch berekende hoogte voor dezelfde stabiliteit. Bijvoorbeeld, als een betonzuil 40 centimeter hoog zou moeten zijn, zou het Hillblock slechts 29,6 centimeter hoog hoeven te zijn om dezelfde stabiliteit te bereiken. Dit resulteert in een materiaalbesparing van 25% en een gewichtsvermindering van wel 30%.

### Soortelijk gewicht
Het Hillblock wordt geproduceerd in verschillende soortelijke gewichten (van 2300 kg/m3 tot 3100 kg/m3), waardoor het aanpassingsvermogen toeneemt op het gebied van stabiliteit. De keuze voor een specifiek soortelijk gewicht hangt af van de golfbelasting, het type project en diverse ontwerpaspecten. Het is belangrijk op te merken dat de hoogte van een betonzuil beperkt is tot 45 cm vanwege ontwerpoverwegingen en de wensen van de opdrachtgever. Hierdoor kan een hoger soortelijk gewicht een passende oplossing bieden. Een lichtere uitvoering wordt gebruikt bij lagere golfbelastingen, terwijl een zwaardere uitvoering geschikt is voor hogere golfbelastingen. Deze variatie in soortelijk gewicht, in combinatie met het verminderde gebruik van materialen, resulteert in een aanzienlijke CO2-reductie.

## Maatschappelijke impact

### Karakteristieke kenmerken
Het Hillblock kenmerkt zich door zijn golfremming, hoge stabiliteit en lager gewicht. Deze eigenschappen maken lagere uitvoeringen van dijken mogelijk, wat aanzienlijke voordelen biedt, zowel financieel als qua milieubelasting. De hoge stabiliteit van het Hillblock maakt lagere uitvoeringen mogelijk, wat resulteert in materiaalbesparing en een gewichtsvermindering van wel 30%. Ondanks de gewichtsvermindering biedt het Hillblock toch een gelijke bescherming. Een gewichtsvermindering zorgt voor een lagere belasting voor het milieu. Dit komt door het verminderen van grondstoffen en energieverbruik tijdens productie, het optimaliseren van transportefficiëntie en het vergemakkelijken van bouwprocessen. Deze aanpak draagt bij aan het verminderen van de ecologische footprint van betonconstructies. Dit vertaalt zich een gunstige MKI-waarde van het Hillblock t.o.v. traditionele zetstenen. Hiervan profiteren de aannemer, de opdrachtgever en het milieu.

### CO2-reductie
De toepassing van het Hillblock leidt tot CO₂-reductie door materiaalbesparing, verminderd gebruik van kranen en transportmiddelen en minder transport van grondstoffen naar de fabriek en van de fabriek naar het project. Doordat het Hillblock per vierkante meter een lager gewicht heeft, kunnen meer pakketten per vracht worden vervoerd en daardoor zijn minder er transportbewegingen nodig. Ook heeft de reductie van het aantal vrachtwagens positieve gevolgen voor de omgeving.

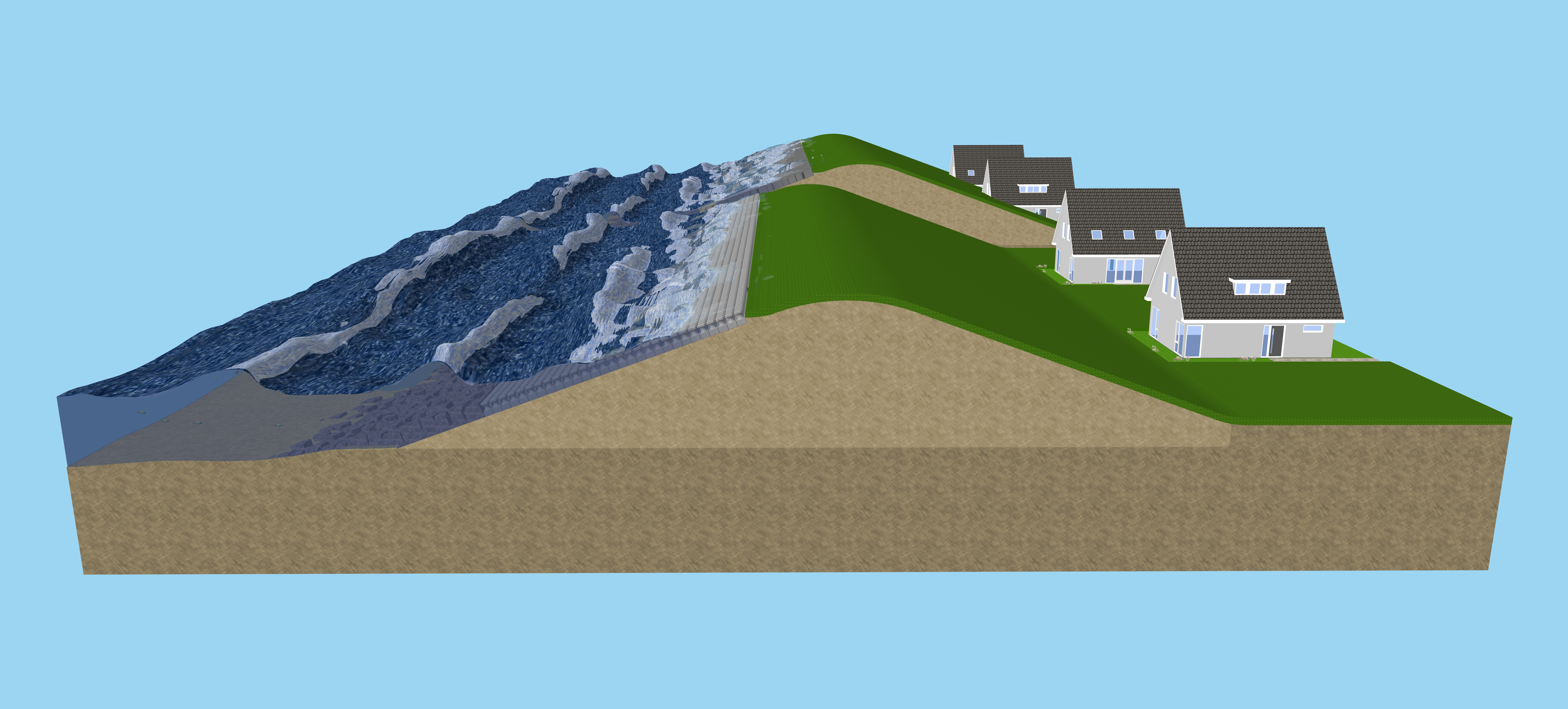
Hier is te zien hoe het Hillblock dergelijke voordelen kan bieden op het gebied van maatschappelijke impact.

### Sociale impact
Het Hillblock vermindert de behoefte aan dijkverbredingen en onteigeningen door zijn functionaliteit. Doordat er minder dijkverbredingen en dijkverhogingen nodig zijn, hoeft de infrastructuur zoals wegen en fietspaden geen plaats te maken om aan de gewenste ruimte die de dijk nodig heeft te voldoen. Hierdoor kunnen gemeenten en provincies het bespaarde geld elders kunnen besteden. Dit resulteert in lagere maatschappelijke kosten.

### Berekeningsmethode
Voor de berekening van de benodigde blokdikte wordt verwezen naar het artikel over dijkbekleding.

### Projecten

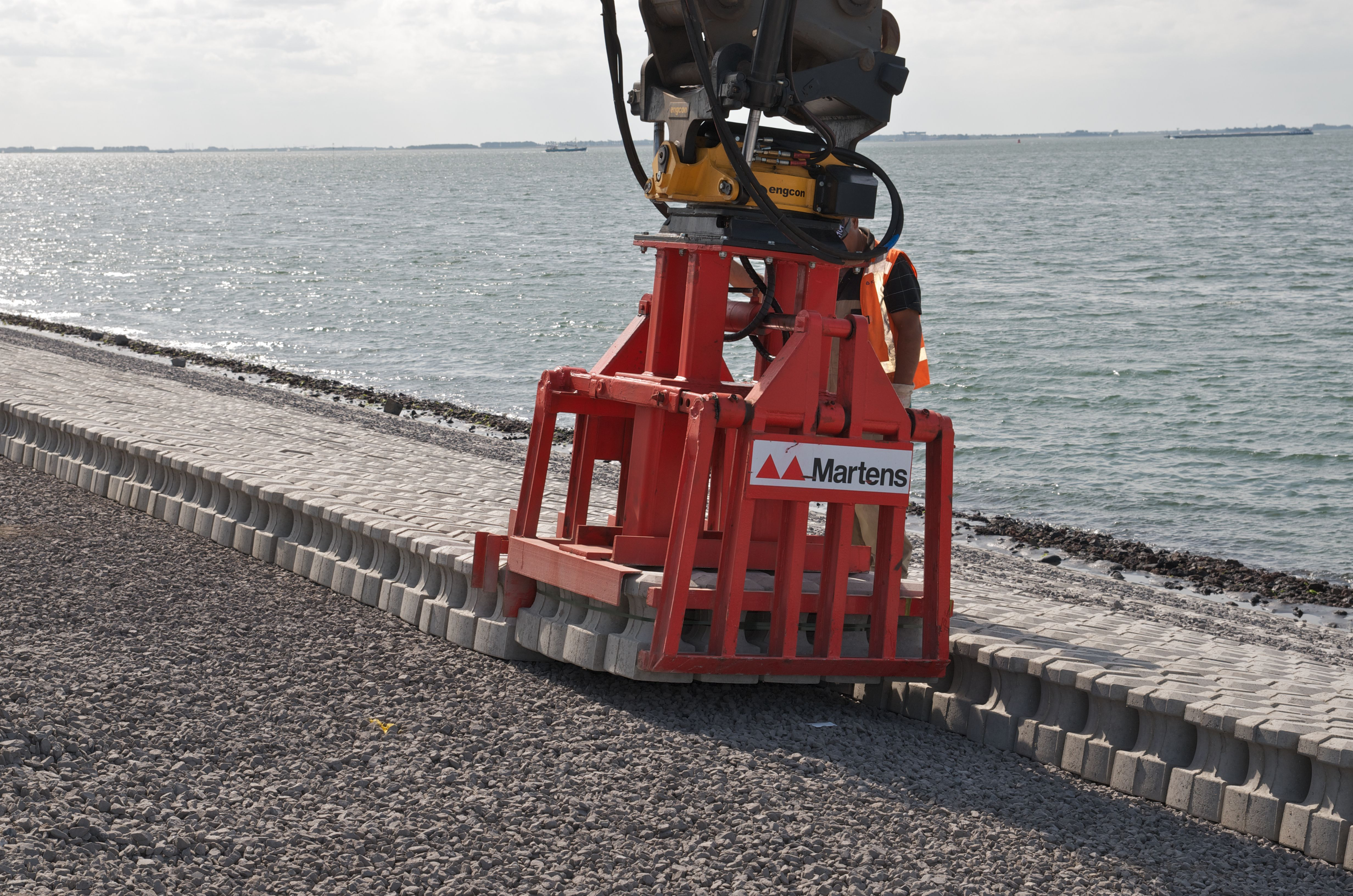
De aanleg van het Hillblock in het project Stavenisse

In Nederland zijn de volgende projecten gerealiseerd met het Hillblock:
- 2012    Stavenisse – project Stavenisse (Zeeland)
- 2013    Alblasserdam en Papendrecht – project Nieuwland polder (Zuid-Holland)
- 2014    Sint-Maartensdijk – project Stavenisse II (Zeeland)
- 2014    Burghsluis – project Burghsluis (Zeeland)
- 2014    Viane – project Vierbannen (Zeeland)
- 2015    Zierikzee – project Zuidhoek (Zeeland)
- 2015    Noordwaard – project Noordwaard (Noord-Brabant)
- 2015    Bergen op Zoom – project Volkerak-Zoommeer (Noord-Brabant)
- 2015-2017      Hoekse Waard – project Hoekse Waard Zuid (Zuid-Holland)
- 2018    Den Oever – project Den Oever (Noord-Holland)
- 2019    Delfzijl – project Voolhok Eemshaven (Groningen)
- 2019    Texel – project Oudeschild (Noord-Holland)
- 2022    Nieuw-Lekkerland – project afwatering door dijk (Zuid-Holland)

Buiten Nederland is inmiddels ook al één werk gerealiseerd met het Hillblock:
- 2019    Stolford – Somerset, Verenigd Koninkrijk